# Río Aluminé
Río Aluminé är ett vattendrag i Argentina.   Det ligger i provinsen Neuquén, i den sydvästra delen av landet, 1 200 km sydväst om huvudstaden Buenos Aires.
Omgivningarna runt Río Aluminé är i huvudsak ett öppet busklandskap. Trakten runt Río Aluminé är nära nog obefolkad, med mindre än två invånare per kvadratkilometer.